# King of Everything
King of Everything es el tercer álbum de estudio de la banda de metal progresivo y Groove metal Jinjer. Fue el primer álbum lanzado bajo el sello discográfico de Napalm Records el 29 de julio de 2016.

## Lista de canciones
| N.º | Título               | Duración |  |
| 1.  | «Prologue»           | 2:51     |  |
| 2.  | «Captain Clock»      | 4:46     |  |
| 3.  | «Words of Wisdom»    | 3:39     |  |
| 4.  | «Just Another»       | 4:15     |  |
| 5.  | «I Speak Astronomy»  | 5:54     |  |
| 6.  | «Sit Stay Roll Over» | 4:22     |  |
| 7.  | «Under the Dome»     | 4:52     |  |
| 8.  | «Dip a Sail»         | 4:14     |  |
| 9.  | «Pisces»             | 5:06     |  |
| 10. | «Beggars' Dance»     | 2:07     |  |

## Créditos
Los créditos de este álbum son:
Jinjer
- Tatiana Shmaylyuk - vocalista y letrista
- Eugene Abdiukhanov - bajo eléctrico
- Roman Ibramkhalilov - guitarra eléctrica
- Dmitriy Kim - batería, percusión

Personal técnico
- Max Morton - Ingeniero de sonido (Mezcla y masterización)

Arte
- Slippy Inc - Artwork